# 1724 w literaturze
Wydarzenia literackie w 1724 roku.

## Nowe książki
- Daniel Defoe Roxana

## Urodzili się
- 2 lipca – Friedrich Gottlieb Klopstock, niemiecki poeta (zm. 1803)
- Frances Brooke, angielska pisarka, autorka pierwszej kanadyjskiej powieści (zm. 1789)